# Neolithodes agassizii
Neolithodes agassizii är en kräftdjursart som först beskrevs av Sidney Irving Smith 1882.  Neolithodes agassizii ingår i släktet Neolithodes och familjen trollkrabbor. Inga underarter finns listade i Catalogue of Life.